# Cellskelett

Mikrotubuli.

Cellskelettet eller cytoskelettet är en organell som består av trådformade proteinfibrer. Dessa bildar ett tredimensionellt nätverk vars funktion är att hålla upp cellen och ge cellerna sin form. Cellskelettet är också betydelsefullt för att cellerna ska kunna anpassa sin form och röra sig. Cellskelettet är även viktig för transporter inom cellen, av stora molekyler, vesikler och organeller.
Cellskelettet deltar även i celldelningen, genom att cellskelettet bidrar till att kromosomerna delar sig.
Cellskelettet består av tre olika sorters beståndsdelar: mikrotubuli, intermediära filament och aktinfilament. Mikrotubuli består av tunna rör och är den hårdaste delen av cellskelettet. Dessa tunna rör utgör transportvägar inuti cellen. Transporten i mikrotubuli sker genom att särskilda proteiner, motorproteiner, binder sig vid det som ska transporteras och mikrotubuli. Energin som används vid transporten bildas genom hydrolys av ATP. På ytan av vissa epitelceller finns det flimmerhår, som har flera parallella mikrotubuli i sig. När mikrotubuli i flimmerhåren förflyttar sig med hjälp av motorproteinerna, böjer sig flimmerhåren. Detta möjliggör exempelvis att flimmerhår i luftvägarna kan röra på sig på ett sådant vis att de kan förflytta slem i luftvägarna. Spermiernas svans består av en flagell, och rörelsen i denna svans möjliggör att spermierna kan simma.
Intermediära filament är cellskelettets starkaste beståndsdelar, vars uppgift är att stärka cellskelettet, så det tål att sträckas. Celler som utsätts för stor mekanisk påfrestning, såsom epitelceller i huden, har mycket intermediera filament.
Aktinfilament är de största beståndsdelarna i cellskelettet, och är mycket tunna. Deras uppgift är att upprätthålla cellens form och bidra till cellens rörelseförmåga. Muskelceller innehåller särskilt mycket aktinfilament.